# Tina Superbruixa
Tina Superbruixa és una col·lecció de llibres que ha estat escrita per l'escriptor Knister. El primer llibre de la col·lecció és "Tina Superbruixa detectiu" que va estar escrit l'any 1997. L'autor divideix els llibres en quatre o cinc capítols i a més a més afegeix alguns trucs per a que els seus lectors puguin passar-ho bé fent-los a casa.
Gràcies al gran èxit dels seus llibres, durant l'any 2004 es va crear una sèrie animada adaptada als seus llibres, i també l'any 2009 es va fer una pel·lícula sobre aquests.

## Sinopsi
La Tina és una nena molt eixerida i amb ganes de viure moltes aventures. Un dia sota el seu llit va trobar un llibre de màgia, aquest era propietat de la bruixa Baduixa, i gràcies a aquest ha après diversos conjurs. Els seus trucs gairebé sempre no compleixen les expectatives de la Tina, però gràcies a la seva creativitat i imaginació, sempre aconsegueix ensortir-se. 
La Tina no vol que ningú conegui el seu secret, és per això que sempre amaga el llibre de bruixeria, tot i que no li resulta gaire fàcil, ja que té un germà petit, el Pitus, que és molt tafaner i mogut.
Cada llibre la transporta a diverses aventures bojes, viatjant i descobrint altres mons.
També hi ha una col·lecció on es narren les aventures de la Tina juntament amb el seu germà Pitus.

## Llibres
COL·LECCIÓ: Tina Superbruixa.
- Tina Superbruixa i el llibre d'encanteris
- Tina Superbruixa detectiu - 1
- Tina Superbruixa i els pirates - 2
- Tina Superbruixa i els indis - 3
- Tina Superbruixa revoluciona la classe - 4
- Tina Superbruixa boja pel futbol - 5
- Tina Superbruixa i la màgia del circ - 6
- Tina Superbruixa i la mòmia - 7
- Tina Superbruixa i la ciutat submergida - 8
- Tina Superbruixa i l'espasa màgica - 9
- Tina Superbruixa al castell de Dràcula - 10
- Tina Superbruixa a la recerca del tresor - 11
- Tina Superbruixa i Don Quixot de la Manxa - 12
- Tina Superbruixa en el Salvatge Oest - 13
- Tina Superbruixa i l'encanteri de Nadal - 14
- Tina Superbruixa i els vikings - 15
- Tina Superbruixa i els dinosaures - 16
- Tina Superbruixa i les seves bromes màgiques - 17
- Tina Superbruixa i l'aventura espacial - 18
- Tina Superbruixa al país de Lil·liput - 19
- Tina Superbruixa i l'examen del drac - 20
- Tina Superbruixa i el viatge a Mandolan - 21
- Tina Superbruixa i el regne màgic - 22
- Tina Superbruixa i la princesa - 23
- Tina Superbruixa i l'unicorn - 24
- Tina Superbruixa a l'illa dels ponis - 25
- Tina Superbruixa salva el Nadal - 26
- Tina Superbruixa a l'antic Egipte - 27 (publicació 29 setembre 2022)

COL·LECCIÓ: La Tina i en Pitus.
- Tina Superbruixa i en Pitus i Tina embruixa els deures - 1
- Tina Superbruixa i en Pitus: L'aniversari d'en Pitus - 2
- Tina Superbruixa i en Pitus i El vampir de la dent fluixa - 3
- Tina Superbruixa i en Pitus i El cavaller tocat de l'ala - 4
- Tina Superbruixa i en Pitus i El dinosaure salvatge - 5
- Tina Superbruixa i en Pitus: La gran aventura de Colom - 6
- Tina Superbruixa i en Pitus i El partit de futbol embruixat - 7
- Tina Superbruixa i en Pitus: L'encanteri fantasma - 8
- Tina Superbruixa i en Pitus i Un pirata a la banyera - 9
- Tina Superbruixa i en Pitus i Un osset a la nevera - 10
- Tina Superbruixa i en Pitus i Un fantasma a l'escola - 11
- Tina Superbruixa i en Pitus i El misteriós geni de l'ampolla - 12
- Tina Superbruixa i en Pitus i Un dofí al jardí - 13
- Tina Superbruixa i en Pitus i El ruquet encantat - 14
- Tina Superbruixa i en Pitus i Un dia de classe màgic - 15
- Tina Superbruixa i en Pitus i La festa dels monstres - 16
- Tina Superbruixa i en Pitus - L'encanteri dels follets - 17
- Tina Superbruixa i en Pitus - El Gosset Encantat - 18
- Tina Superbruixa i en Pitus - La festa màgica de l'escola - 19
- Tina Superbruixa i en Pitus i les seves fantàstiques aventures - RECOPILACIÓ (1-2-3)
- Tina superbruixa i en pitus i les seves històries màgiques - RECOPILACIÓ (4-5-6)

## Pel·lícules
L'any 2009 es va adaptar una versió cinematogràfica del primer llibre Tina Superbruixa i el llibre d'encanteris, la qual va ser doblada al castellà Kika Superbruja y el libro de hechizos. L'any 2016 es va estrenar Tina Superbruixa i el viatge a Mandolan i l'any 2018 Tina Superbruixa nova aventura d'hivern, aquestes dos si van ser doblades al català. 

## Sèrie
L'any 2004 es va adaptar la col·lecció dels llibres a una sèrie televisiva de dibuixos animats, a cada episodi es narrava una aventura diferent de la Tina. 